# Københoved
Københoved es un pueblo danés incluido dentro del municipio de Vejen, en la región de Dinamarca Meridional.

## Historia
La localidad pertenecía al antiguo ducado de Schleswig que tras la guerra entre Dinamarca y Prusia de 1864 pasó a pertenecer a esta última. Durante este periodo, la frontera entre los dos países se estableció en el río Kongeå que discurre, al norte, junto a la población. Existió un paso fronterizo en el puente denominado actualmente Frihedsbroen (puente de la libertad) que fue utilizado por los habitantes de la zona prusiana que querían escapar a territorio danés.
Tras la I Guerra Mundial, el tratado de Versalles estableció que debía celebrarse un pleibiscito en la parte norte del ducado por el que la población decidiese si permanecía en Alemania o pasaba a formar parte de Dinamarca. La segunda opción resultó vencedora y Københoved pasó a pertenecer a Dinamarca.

## Geografía
Københoved se sitúa en la parte sur de la península de Jutlandia. Las localidades vecinas son las siguientes:
| Noroeste: Foldingbro | Norte: Askov y Vejen | Noreste: Vejen |
| Oeste: Foldingbro    |                      | Este: Skodborg |
| Suroeste: Rødding    | Sur: Rødding         | Sureste: Jels  |

Su territorio está caracterizado por la presencia de suaves colinas. Está dedicado principalmente a la agricultura con presencia de pequeños fragmentos arbolados entre los campos de cultivo. Al oeste del casco urbano se encuentran varias parcelas de bosque denominadas Køvenhoved Skov.
La característica más notable de su territorio es la presencia del río Kongeå que fluye, de este a oeste, por el norte del mismo. 

## Comunicaciones

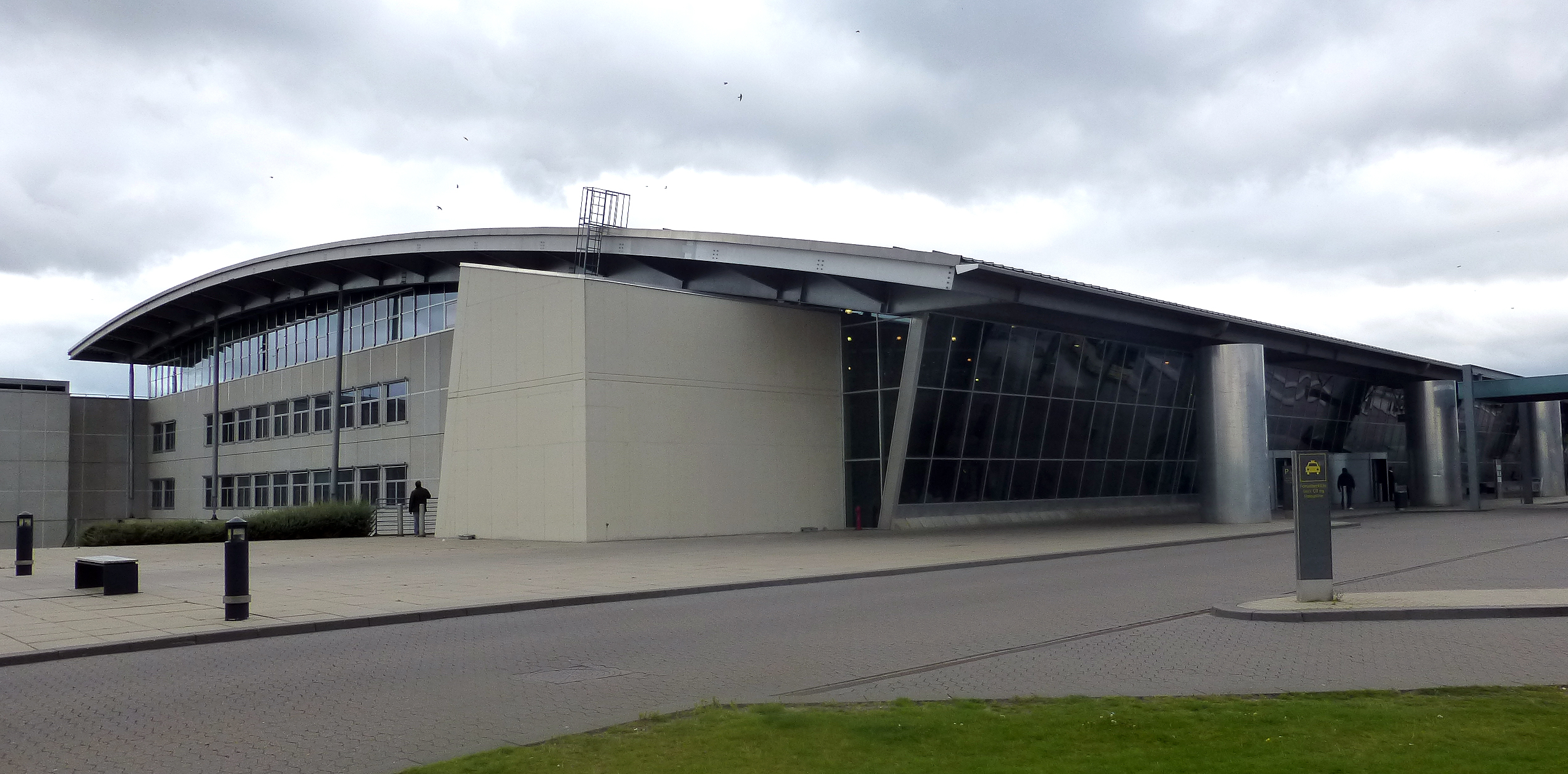
El aeropuerto de Billund es el más cercano a la localidad.

Por Københoved no pasa ninguna autopista (motorvej) ni carretera nacional (motortrafikvej) o carreteras regionales (landevej). Su área y casco urbano son atravesados de este a oeste por la carretera local Københovedvej. La Frihedsvej, por su parte, lo conecta con Vejen, al norte.
En la población tenían paradas en 2017 la siguiente línea de autobús:
| Líneas de autobuses en Københoved (2017) |                                            |
| Número                                   | Recorrido                                  |
| 563                                      | Rødding - Langetved - Københoved - Rødding |

No cuenta con conexión ferroviaria. Las estación de tren más cercana se encuentra a 9 km en Vejen.
El aeropuerto más próximo es el de Billund situado a (43 km).

## Demografía
La oficina de estadística de Dinamarca no ofrece datos individualizados para pueblos tan pequeñas como Københoved. Este está integrado dentro del municipio de Vejen cuya densidad de población era –en  2017– de 53 hab/km² muy inferior a la del total de Dinamarca que se sitúa en 133 hab/km².

## Economía
El sector primario está representado por una agricultura dedicada mayoritariamente al cereal y por una ganadería estabulada. En la localidad existen varias explotaciones agropecuarias de importante entidad.
Dentro del sector terciario o de servicios se encuentra una residencia regentada por una fundación que ofrece periodos de descanso a aquellos daneses que quedaron viviendo  en la parte alemana tras el referéndum de 1920. Los comercios más cercanos tales como supermercado, se encuentran en Skodborg, a 4 km.

## Infraestructuras sociales

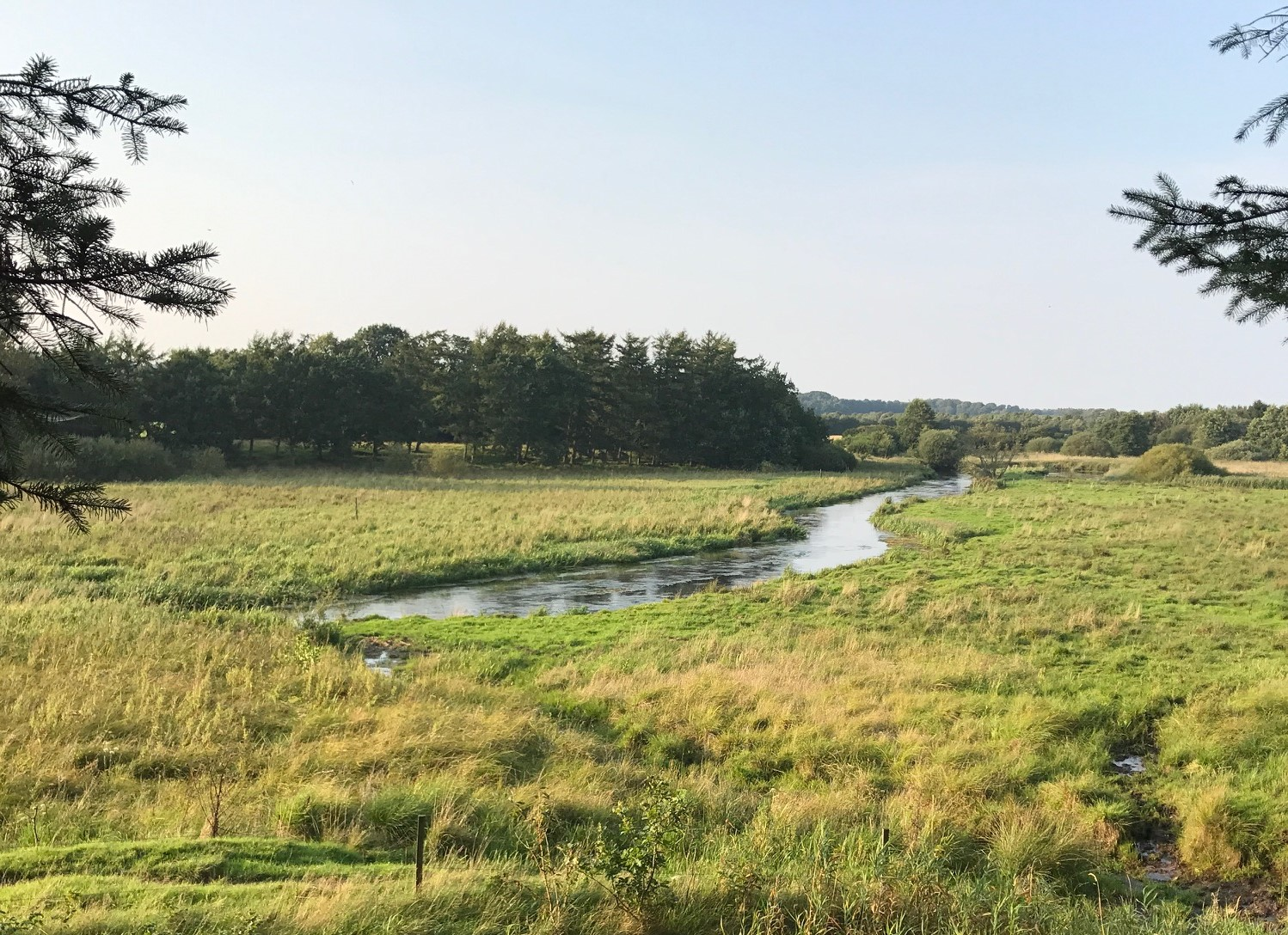
El río Kongeå discurre al norte, cerca de la población.

La localidad no cuenta con escuelas, médicos o instalaciones deportivas. Las más cercanas se sitúan en la citada Skodborg. 
Tiene una casa comunal donde los vecinos pueden celebrar reuniones y eventos.

## Turismo
Københoved es la población más cercana al denominado Frihedsbroen (puente de la libertad) sobre el río Kongeå. Este fue un paso fronterizo entre 1864 y 1920 cuando el río suponía la frontera con Alemania. Por él escapaban las personas que, habiendo quedado en la parte alemana tras la anexión del ducado de Schleswig, querían pasar a Dinamarca.
Por este puente y junto al cauce, pasa la ruta de senderismo y peregrinación  denominada Hærvejen que discurre entre Hirtshals/Frederikshavn y Padborg. Esta, además, es uno de los Caminos de Santiago que provienen del ámbito nórdico. Para alojar a los peregrinos existe un albergue situado en una granja junto al río.